# Thallarcha
Thallarcha là một chi bướm đêm thuộc phân họ Arctiinae, họ Erebidae.

## Các loài
- Thallarcha albicollis Felder & Rogenhofer, 1875
- Thallarcha chrysochares Meyrick, 1886
- Thallarcha epicela Turner, 1922
- Thallarcha eremicola Pescott, 1951
- Thallarcha fusa Hampson, 1900
- Thallarcha pellax Turner, 1940
- Thallarcha sparsana Walker, 1863